# Henrik Høegh
Henrik Høegh (ur. 25 stycznia 1952 w Alsø na wyspie Lolland) – duński polityk i rolnik, deputowany do Folketingetu, w latach 2010–2011 minister ds. żywności, rolnictwa i rybołówstwa.

## Życiorys
Absolwent szkoły rolniczej Næsgård Agerbrugsskole (1974). Zaczął następnie prowadzić indywidualne gospodarstwo rolne. Od połowy lat 70. zaangażowany w działalność organizacji rolniczych. W latach 1989–2007 zasiadał w zarządzie Dansk Landbrug, federacji duńskich stowarzyszeń rolniczych. Od 1998 pełnił funkcję pierwszego wiceprezesa tego zrzeszenia. W latach 1998–2007 członek prezydium Landbrugsraadet, innej rolniczej organizacji pozarządowej.
W 2007 z ramienia liberalnej partii Venstre uzyskał mandat posła do Folketingetu. W lutym 2010 objął urząd ministra ds. żywności, rolnictwa i rybołówstwa w rządzie Larsa Løkke Rasmussena, który sprawował do października 2011. W tym samym roku z powodzeniem ubiegał się o poselską reelekcję, w duńskim parlamencie zasiadał do 2015. W 2014 wybrany na radnego gminy Lolland, objął funkcję jej wiceburmistrza.